# Певкест
Певке́ст (также Певкеста; др.-греч. Πευκέστης; род. в начале 350-х годов до н. э., Миеза) — македонский военачальник и один из телохранителей Александра Македонского, сатрап Персиды.
Во время штурма города маллов Певкест вместе с несколькими воинами спас Александра Македонского от неминуемой гибели. В качестве благодарности за своё спасение и проявленную храбрость монарх назначил его своим восьмым царским телохранителем, а затем — сатрапом Персиды. На этой должности Певкест проявил себя неплохим управленцем: выучил персидский язык, стал жить и править согласно местным традициям. Он смог завоевать лояльность и расположение среди своих новых подданных.
В 318 году до н. э. Певкест возглавил коалицию восточных сатрапов против правителя Мидии Пифона. После победы над Пифоном Певкест присоединился к армии Эвмена для ведения военных действий против Антигона. После поражения в битве при Габиене в 316—315 годах до н. э. Певкест лишился сатрапии и был вынужден поступить на службу к Антигону. Впоследствии он служил сыну Антигона Деметрию.

## Биография

### Происхождение. При Александре Македонском
По предположению канадского историка В. Хеккеля, Певкест родился в семье некоего Александра в начале 350-х годов до н. э. в Миезе, небольшом городке неподалёку от столицы Македонии Пеллы. У него был брат Аминта. Ф. Муччиоли писал, что с высокой вероятностью Певкест воспитывался вместе с будущим властителем македонской державы, а среди его учителей был и обучавший Александра Аристотель.
Скорее всего, Певкест с самого начала участвовал в походе Александра. Впервые в античных источниках Певкест упомянут в качестве одного из триерархов во время битвы на Гидаспе 326 года до н. э., что свидетельствует о его высоком статусе и финансовом положении. В 325 году до н. э. он спас жизнь Александру Македонскому во время штурма города маллов. В какой-то момент царь в пылу штурма схватил одну из лестниц и забрался на стену. За Александром последовали несколько воинов, среди которых был и Певкест. После этого за царём устремились гипасписты, под весом которых сломалась лестница. Детали дальнейшего боя в античных источниках разнятся. Согласно Арриану, Александр со своими приближёнными спрыгнул со стены в город. В последующем бою погиб Абрий, а Александр был тяжело ранен. Певкест с Леоннатом защищали царя до того момента, пока к ним на помощь не смогли пробиться другие македоняне, которые уже решили, что царь погиб. Также Арриан дополняет описание сражение одной деталью. Певкест последовал за Александром со священным щитом из храма Афины Илионской, который носили перед царём во время сражений. Квинт Курций Руф несколько по-другому излагает последовательность событий. Согласно этому автору Певкест, а затем Тимей, Леоннат и Аристон, пробились к Александру из другой части города. Во время боя Певкест, хоть и был ранен тремя дротиками, закрывал своим телом Александра. Диодор Сицилийский писал, что Певкест первым пришёл на помощь к Александру и прикрыл царя щитом. Согласно Плутарху, Певкест с Лимнеем заслонили царя в тот момент, когда тому грозила неминуемая гибель. Во время сражения Лимней погиб, а Певкест был тяжело ранен. Ф. Муччиоли по этому поводу отметил, что Певкест стал «главным героем» той осады. Наиболее достоверным из античных авторов он посчитал Аристобула, который, согласно античной традиции, писал, что жизнь Александра Певкест спас чуть ли не в одиночку (кроме него, он среди спасителей Александра называл Леонната). Однако в дальнейшем данный эпизод в публицистической литературе ещё древнегреческих времён, включая работы Клитарха, Тимагена и многих других, подвергся фальсификации, и реальное положение дел многие авторы замалчивали, заменяя имя Певкеста на имя Птолемея, а то и вовсе называя противником Александра другое индийское племя. По словам Ф. Муччиоли, эта «грубая фальсификация» не учитывала реальное положение дел и слова самого Птолемея, который затем напрямую заявлял о своём неучастии в этом эпизоде, так как он вовсе сражался в другом месте. Историк описал это как показательный момент античной традиции скрывать реальную роль Певкеста в происходивших событиях.
При этом даже сам царь Македонии признавал решающую роль Певкеста в противостоянии с индийским племенем. В качестве благодарности за своё спасение и проявленную храбрость Александр назначил его своим восьмым царским телохранителем, во время массового бракосочетания македонских воинов со знатными персидскими женщинами в Сузах в 324 году до н. э. наградил золотым венком. В том же году Певкест стал сатрапом Персиды вместо казнённого за злоупотребления перса Орксина. На этой должности Певкест первым из македонян «надел мидийскую одежду, выучил персидский язык и вообще переделал всё на персидский лад». Кроме внешних атрибутов, Певкеста отличало хорошее отношение к иранцам. Этим он достиг благосклонности своих подданных, которые увидели в таких действиях уважение к собственным обычаям. Поступок Певкеста, в отличие от обычных македонян, порадовал царя, который ставил его в пример другим сатрапам. Диодор Сицилийский считал, что Певкест получил разрешение на такое поведение от Александра, так как царь предполагал, что таким образом можно обеспечить лояльность покорённых народов. Историк Э. Босуорт также согласился с мнением, что это было сделано если не с инициативы, то с личного разрешения македонского царя, представляя собой часть его «реальной политики» по отношению к иранцам. По мнению А. С. Шофмана, Певкест более других соратников Александра проникся его идеями о создании единого общества в Македонской империи и специально стал подражать персам, что не нашло поддержки у других македонян. Такая политика дала результат. И. Г. Дройзен утверждал, что Певкест добился преданности у персов и пользовался наибольшим расположением у своих подданных среди всех сатрапов Александра. Выучил персидский язык среди греко-македонян, являвшихся противниками персов, не один Певкест — это делали ещё и такие известные фигуры, как Фемистокл и Алкивиад. Однако его случай является единственным известным из источников, когда македонянин не только выучил язык, но и с готовностью «впитал в себя» иранскую культуру. Большинство других военачальников македонского царя отказывались это сделать, о чём, в частности, говорит их неготовность к принятию проскинезы. Все они сильно поддерживали македонские обычаи, хотя и показывали некоторую не относящуюся к культуре открытость иранскому миру. Певкест же весьма чётко соблюдал древнеперсидские ритуалы во время своего правления.
Другим результатом стало увеличение численности иранцев в македонской армии. Весной 323 года до н. э., незадолго до смерти Александра, Певкест привёл в Вавилон войско в 20 тысяч человек, набранных среди своих подданных. Среди них были члены наиболее воинственных из подчинённых царю македонскому иранских племён, кассеев и тапуров. Александр отметил прекрасное обучение иранцев, поблагодарил Певкеста и зачислил новобранцев в свою армию. Часть из них и вовсе вошла в состав элитной македонской фаланги. Согласно Псевдо-Каллисфену, Певкест был участником заговора и присутствовал на пиру, на котором отравили Александра. Хоть информация из данного источника, как и смерть Александра от подмешанного в вино яда, большинством историков признана недостоверной, она свидетельствует о существовании подобных слухов ещё в Античности. По всей видимости, они возникли при содействии Полиперхона в период войн диадохов. Ф. Муччиоли по этому поводу отметил, что с высокой вероятностью Певкест действительно был на том пиру, что согласно распространённой античной традиции устроил Медей, однако, согласно ей же, о заговоре с целью отравления царя знали шесть человек — Эвмен, Пердикка, Птолемей, Лисимах, Асандр и Голкий. Певкеста же среди них эта традиция не называет. Когда Александр был при смерти, Певкест, согласно Арриану, вместе с другими приближёнными царя обратился в храм Сераписа с мольбой о помощи. Там он даже прошёл необходимый ритуал инкубации.

### После смерти Александра Македонского

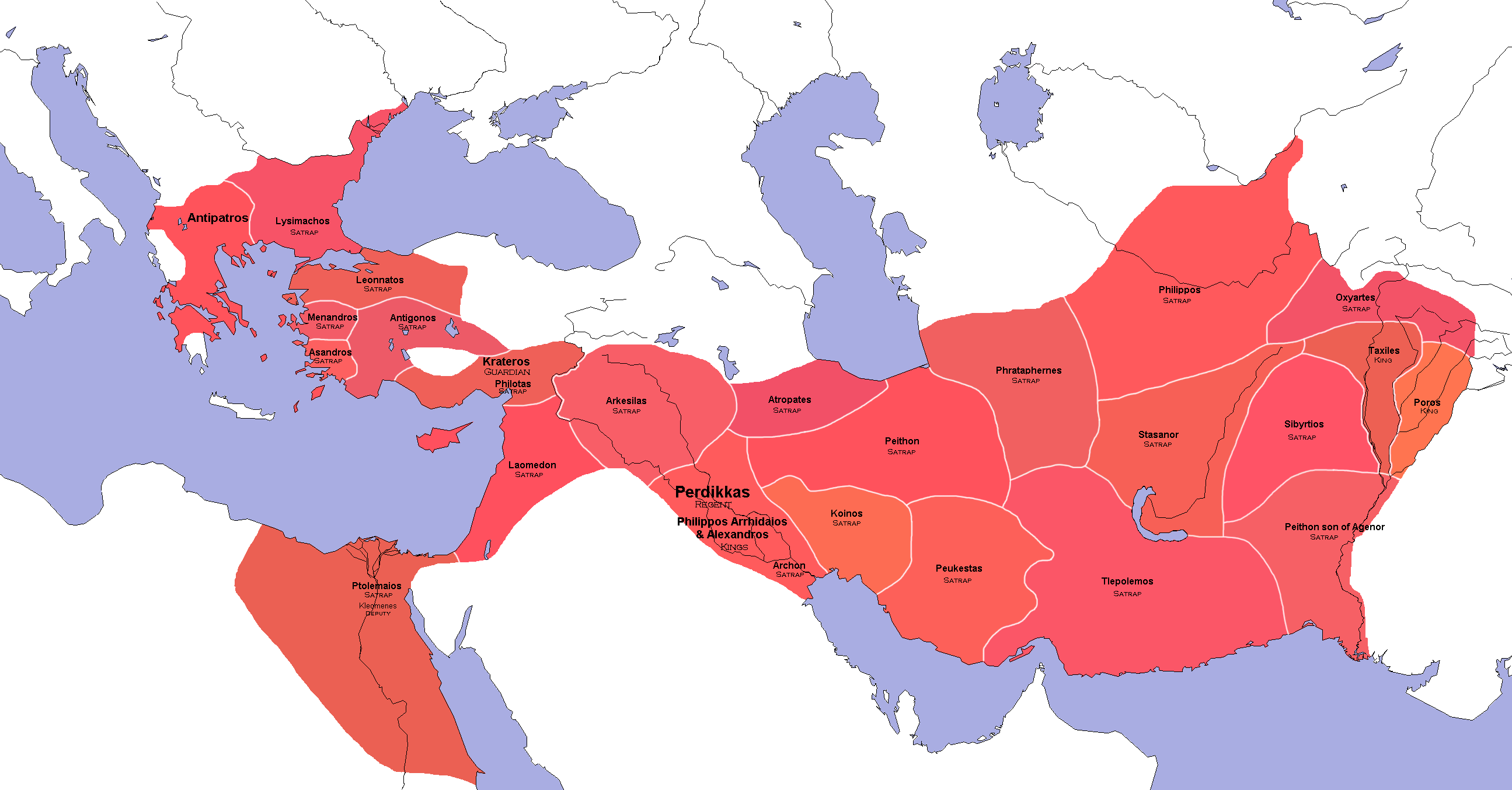
Распределение основных территорий и сатрапий на вавилонском совете (по Арриану и Диодору)

Во время последовавшего за смертью Александра раздела империи Певкест сохранил власть над своей сатрапией. Все остальные военачальники Александра согласились оставить за ним власть в регионе. Античные источники не упоминают об участии Певкеста во время первой войны диадохов, которая началась вскоре после смерти Александра. В историографии существует широкая дискуссия по этому поводу, которая сводится к одному обширно признанному мнению, опирающемуся на труды Диодора Сицилийского и Плутарха, — Певкест встречался в Персеполе с Эвменом и указывал ему на готовность применить армию для защиты своих владений, если потребуется, а также о желании иметь общее единоличное командование над объединённой армией, если потребуется его помощь в борьбе с другими диадохами. Поэтому, по всеобщему признанию сатрапов, он остался властвовать над Персидой. С одной стороны, власть над этим регионом ставила Певкеста в относительно привилегированное положение среди прочих бывших сатрапов империи Александра. С другой стороны, она была его «ядом», «рубашкой Несса», по выражению Ф. Муччиоли, поскольку ограничила Певкеста географически в относительно небольшом пространстве, к тому же отдалённом от основного театра борьбы между диадохами.
Во время очередного раздела империи в Трипарадисе в 321—320 годах до н. э. Певкест сохранил статус сатрапа Персиды, который снова подтвердили все участвовавшие в переговорах диадохи. О влиянии Певкеста косвенно свидетельствует назначение его брата Аминты царским телохранителем Филиппа III Арридея. Таким образом новый регент Македонской империи Антипатр хотел заручиться лояльностью Певкеста. По одной из версий, в это же время Певкест помог своему другу Неоптолему получить в управление Армению.
В 318 году до н. э. сатрап Мидии Пифон, чьи владения находились к северу от Персиды, убил сатрапа Парфии Филиппа и поставил на его место своего брата Эвдама. Захват Парфии не привёл к ожидаемому усилению Пифона. Сатрапы соседних областей объединились и объявили ему войну. По всей видимости, они опасались, что захват Парфии является лишь первым шагом Пифона по захвату новых владений. Диодор поимённо перечисляет членов антипифоновской коалиции, которую возглавил Певкест. Эта его должность свидетельствует о популярности Певкеста среди восточных сатрапов. В коалицию также вошли сатрап Кармании — Тлеполем, Арахосии — Сибиртий, Паропамисад — Оксиарт, долины Инда — Эвдам, Сузианы — Антиген. Быстрота, с которой они собрали армию, численность которой Диодор оценил в 22 тысячи пехоты, 4500 всадников, 12 тысяч лучников и 120 слонов, предполагает, что вышеуказанные сатрапы готовились к войне, возможно, не с Пифоном, а с кем-либо другим. Войско, которым обладал Певкест, Диодор оценивает в «десять тысяч персидских лучников и пращников, три тысячи человек разного происхождения, снаряжённых для службы в македонском строю, шесть сотен греческой и фракийской кавалерии, и более четырёхсот персидских всадников». Пифон потерпел поражение, а сам военачальник бежал в Вавилонию к Селевку.

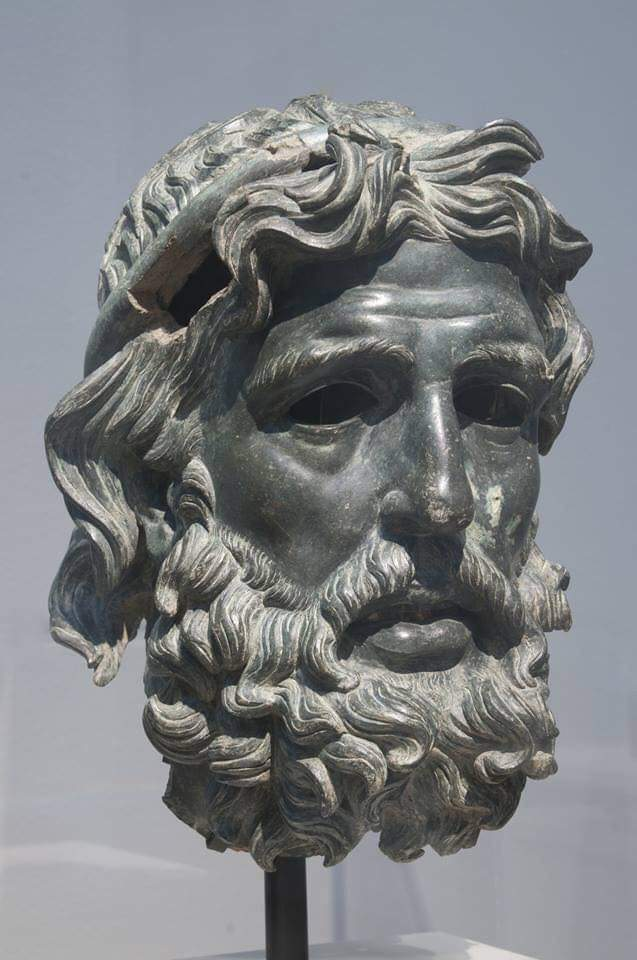
Предполагаемый бюст Антигона I Одноглазого

В Сузиане, уже после победы над Пифоном, армия сатрапов соединилась с войском Эвмена, который противостоял Антигону во время второй войны диадохов. На общевойсковом собрании встал вопрос о том, кто будет главнокомандующим армии. Певкест считал, что именно он должен занять эту должность, как за счёт наибольшего количества воинов, которых он привёл, так и из-за своего высокого положения при Александре. Также на должность главнокомандующего претендовал сатрап Сузианы Антиген. Эвмен, опасаясь раздоров в войске, предложил решать все вопросы на общих собраниях военачальников. Решения преподносились как воля обожествлённого Александра. Как бы то ни было, Певкест принял фактически командование Эвмена, так как опасался Антигона, который угрожал подчинить его сатрапию. Поэтому он не только, хоть и с неохотой, влился со своими силами в союзную армию, но и дополнительно призвал из Персиды 10 тысяч лучников.
Когда союзная армия достигла Персиды, Певкест попытался с помощью щедрых даров солдатам получить верховное командование. Эвмен смог воспрепятствовать этим планам благодаря подложным письмам, написанным арамейским алфавитом, которые были отправлены от правителя Армении и друга Певкеста Оронта, что придало им в глазах адресата и воинов достоверность. В них утверждалось, что партия Эвмена побеждает — Олимпиада покорила Македонию, Кассандр погиб, Полиперхон переправился в Азию с сильнейшей частью царской армии и направляется к Каппадокии. После того как военачальники узнали об их содержании, то их отношение к Певкесту изменилось. Учитывая блестящие перспективы Эвмена, они перешли на его сторону. Эвмен не только упрочил своё положение, но и привлёк к суду союзника и близкого друга Певкеста сатрапа Арахозии Сибиртия. Певкест так и остался на вторых ролях в союзной армии и руководил ею вместе с Антигеном лишь во время болезни Эвмена.
Впоследствии Эвмену, фактически руководящему военными операциями, удавалось ласковым обращением и большими обещаниями сохранять лояльность Певкеста в течение достаточно длительного времени. Во время битвы при Паретакене 317 года до н. э., результат которой был неопределённым, Певкест вместе с Антигеном руководил агемой из 300 воинов. Согласно античной традиции, во время зимовки Певкест подумывал о бегстве, однако Эвмен смог его успокоить. По мнению В. Хеккеля, эта информация восходит к трудам Иеронима Кардийского и является недостоверной.
Во время сражения при Габиене в 316 или 315 году до н. э. в руки Антигона попал обоз аргираспидов вместе с их жёнами и детьми. Тогда аргираспиды перешли на сторону Антигона, передав ему своих военачальников, включая Эвмена и Антигена. Согласно античной традиции, Певкест перешёл на сторону Антигона. И. Г. Дройзен обвинял персидского сатрапа в том, что именно его нерациональные действия и обусловили поражение при Габиене. По мнению В. Хеккеля, Певкест не предавал Эвмена во время битвы. Скорее всего, он избежал казни вместе с другими попавшими в плен к Антигону военачальниками лишь благодаря заступничеству своего давнего и верного друга Сибиртия.
Антигон, хоть и пощадил Певкеста, не позволил ему вернуться в Персиду. Жители области за время правления Певкеста полюбили своего правителя и не хотели принимать других ставленников Антигона. Согласно Диодору Сицилийскому, рассерженные местные жители отправили к Антигону одного из своих вождей Феспия с заявлением, что они не подчинятся никому кроме Певкеста. Услышав ультиматум Антигон приказал казнить Феспия, после чего назначил сатрапом Асклепиодора и дал ему достаточно количество воинов.
, в связи с чем тому пришлось подавлять их восстание. Певкест стал одним из приближённых Антигона. Возможно, Антигону импонировало иметь среди своих царедворцев бывшего телохранителя и любимца самого Александра. К тому же казнь Певкеста, в отличие от других военачальников Эвмена, могла усилить противостояние Антигона с персами. Антигон недостаточно доверял Певкесту, чтобы оставить тому в управление Персиду, однако пообещал ему другие высокие посты за верную службу.
После капитуляции перед Антигоном фигура Певкеста «скользнула за кулисы» войн диадохов. Ряд авторов, например В. Хеккель, описывали его как «человека без злых амбиций», что Ф. Муччиоли посчитал вполне оправданным, однако счёл нужным и куда более разумным назвать его «здравым реалистом» эпохи, когда остальные диадохи, как безумцы, пытались угнаться за наследием Александра, выхватывая то, что не могли переварить. Согласно данным эпиграфики, Певкест в качестве военачальника Антигона в 312 году до н. э. заключил мир с карийским городом Феангела. Ф. Муччиоли же писал, что в Карии он был между 312 и 310 годами. В договоре, заключённом между Эвполемом и мятежными наёмниками, упоминается человек с похожим именем (в латинской передаче — Peucesta). В своё время А. Момильяно предположил, что это одно лицо с Певкестом. Певкест также служил сыну Антигона Деметрию и участвовал в его экспедиции в Эгейском море. Он же упоминается как участник решающего сражения диадохов, битвы при Ипсе 301 года до н. э., а затем, в последний раз, и после него в одном и том же эпиграфическом материале, что и Менелай и Окситемид, филои Деметрия Полиоркета.

### Семья
Источники не дают точного ответа, был ли Певкест женат. По предположению Ф. Муччиоли, так как широко известен из античных работ тот факт, что Селевк стал единственным из диадохов, что отказался от своей иранской жены, Певкест был также женат на иранке, поскольку он участвовал в церемонии массового бракосочетания со знатными персиянками, и вряд ли у него был мотив как отказать Александру в браке, так и затем развестись.

## В культуре
Поэт Адей посвятил Певкесту эпиграмму:
Против быка, из глухих выходившего дебрей Добера,
Выехал раз на коне смелый охотник Певкест.
Словно гора, на него надвигаться стал бык; но смертельно
Он пеонийским копьем зверя в висок поразил,
Снял с головы его рог и с тех пор каждый раз, как из рога
Цельное тянет вино, хвалится ловом своим.

### Исследования
- Дройзен И. Г. История эллинизма. — Ростов-на-Дону: Феникс, 1995. — Т. 2. — 544 с. — ISBN 5-85880-079-3.
- Смирнов С. В. Пифон — наследник Александра в тени великих современников // Вестник древней истории. — М.: Наука, 2014. — Вып. 290, № 3. — С. 31—46.
- Шахермайр Ф. Александр Македонский. — Ростов-на-Дону: Феникс, 1997. — 576 с. — ISBN 5-85880-313-Х.
- Шифман И. Ш. Александр Македонский / ответственный редактор Э. Д. Фролов. — Л.: Наука, 1988. — ISBN 5-02-027233-7.
- Шофман А. С. Распад империи Александра Македонского / Печатается по постановлению редакционно-издательского совета Казанского университета. Отв. редактор В. Д. Жигунин. — Казань: Издательство Казанского университета, 1984.
- Billows R. Antigonos the One-eyed and the Creation of the Hellenistic State (англ.). — Berkeley; Los Angeles; London: University of California Press, 1997. — ISBN 0-520-06378-3.
- Bosworth A. B. Alexander and the Iranians (англ.) // Journal of Hellenic Studies. — Cambridge: Cambridge University Press, 1980. — Vol. 100. — P. 1—21. — ISSN 0075-4269. — doi:10.2307/630729. — JSTOR 630729.
- Heckel W. Who's Who in the Age of Alexander the Great: Prosopography of Alexander's Empire (англ.). — Malden; Oxford; Carlton: Blackwell Publishing, 2006. — XXIV, 389 p. — ISBN 1-4051-1210-7.
- Muccioli Federicomaria. Peucesta, tra lealismo macedone e modello persiano (итал.) // Electrum : Journal of Ancient History  / Editor-in-Chief: Edward Dąbrowa[пол.]. — Cracow: Department of History, Jagiellonian University, 2017. — 19 dicembre (v. 24). — P. 75—91. — ISSN 2084-3909. — doi:10.4467/20800909EL.17.022.7504.
- Wiesehöfer J. II. Peucestas und die Persis // Die 'dunklen Jahrhunderte' der Persis (нем.). — München: C. H. Beck`sche Verlagsbuchhandlung, 1994. — (ZETEMATA. Monographien zur klassischen Altertumswissenschaft). — ISBN 3-406-376193.